# FA Charity Shield 1992
Lo FA Charity Shield 1992, noto in italiano anche come Supercoppa d'Inghilterra 1992, è stata la 70ª edizione della Supercoppa d'Inghilterra.
Si è svolto il 9 agosto 1992 al Wembley Stadium di Londra tra il Leeds Utd, vincitore della First Division 1991-1992, e il Liverpool, vincitore della FA Cup 1991-1992.
A conquistare il titolo è stato il Leeds che ha vinto per 4-3 con tripletta di Éric Cantona e rete di Tony Dorigo.

## Partecipanti
| Squadre   | Qualificazione                           | Partecipazioni precedenti (il grassetto indica la vittoria)                                             |
| --------- | ---------------------------------------- | --- |
| Leeds Utd | Vincitore della First Division 1991-1992 | 2 (1969, 1974)                                                                                          |
| Liverpool | Vincitore della FA Cup 1991-1992         | 17 (1922, 1964,1965,1966, 1971, 1974, 1976, 1977, 1979, 1980, 1982, 1983, 1984, 1986, 1988, 1989, 1990) |

## Tabellino
| Arbitro: | David Elleray |

|                                  |           |                                           |
| Cantona 26’, 77’, 87’ Dorigo 43’ | Marcatori | 34’ Rush 65’ Saunders 89’ (aut.) Strachan |

| Leeds Utd | Liverpool |

### Formazioni
| Leeds Utd:       |    |                  |  |     |
|                  |    |                  |  |     |
| P                | 1  | John Lukic       |  |     |
| D                | 2  | Jon Newsome      |  | 84’ |
| D                | 5  | Chris Fairclough |  |     |
| D                | 6  | Chris Whyte      |  |     |
| D                | 3  | Tony Dorigo      |  |     |
| C                | 8  | Rod Wallace      |  |     |
| C                | 4  | David Batty      |  |     |
| C                | 10 | Gary McAllister  |  |     |
| C                | 11 | Gary Speed       |  |     |
| A                | 7  | Éric Cantona     |  |     |
| A                | 9  | Lee Chapman      |  | 79’ |
| A disposizione:  |    |                  |  |     |
| P                |    | Mervyn Day       |  |     |
| D                |    | David Wetherall  |  |     |
| C                |    | Steve Hodge      |  | 79’ |
| C                |    | David Rocastle   |  |     |
| C                |    | Gordon Strachan  |  | 84’ |
| Allenatore:      |    |                  |  |     |
| Howard Wilkinson |    |                  |  |     |

| Liverpool:      |    |                  |  |     |
|                 |    |                  |  |     |
| P               | 1  | Bruce Grobbelaar |  |     |
| D               | 4  | Mike Marsh       |  | 72’ |
| D               | 2  | Nick Tanner      |  |     |
| D               | 5  | Mark Wright      |  |     |
| D               | 3  | David Burrows    |  |     |
| C               | 11 | Mark Walters     |  |     |
| C               | 8  | Paul Stewart     |  |     |
| C               | 10 | Ronnie Whelan    |  |     |
| C               | 6  | Ronny Rosenthal  |  | 83’ |
| A               | 7  | Dean Saunders    |  |     |
| A               | 9  | Ian Rush         |  |     |
| A disposizione: |    |                  |  |     |
| P               | 13 | David James      |  |     |
| D               | 12 | Steve Harkness   |  |     |
| C               | 14 | István Kozma     |  | 83’ |
| C               | 15 | Don Hutchison    |  | 72’ |
| Allenatore:     |    |                  |  |     |
| Graeme Souness  |    |                  |  |     |